# Microblothrus tridens
Microblothrus tridens es una especie de arácnido del orden Pseudoscorpionida de la familia Syarinidae.

## Distribución geográfica
Se encuentra en Brasil.